# Фігурне катання в Польщі
Фігурне катання (пол. łyżwiarstwo figurowe) — далеко не найбільш розвинений вид спорту у Польщі. Однак, в країні збудовано чимало ковзанок та регулярно проходять змагання з цього виду спорту, включаючи міжнародні. Щороку в Польщі проходить міжнародний турнір Кубок Варшави з фігурного катання (Warsaw Cup).

## Розвиток фігурного катання в Польщі
Вперше чемпіонат Польщі з фігурного катання пройшов в сезоні 1921/1922 років. Тоді участь у ньому брали лише чоловіки та спортивні пари. Першим чемпіоном Польщі з фігурного катання серед чоловіків став Владислав Кухар. Першою чемпіонською парою була пара Ольга Пшеджимірська / Хенрік Юліуш Крукович-Пшеджимірський. Вони домінували і протягом наступних двох сезонів.
Жінки вперше узяли участь у змаганнях в сезоні 1929/1930 років. Першою чемпіонкою стала Барбара Хахлевська.
Танцювальні пари в чемпіонаті Польщі беруть участь з сезону 1955/1956 років. Першою парою-чемпіоном стала пара Анна Бурше-Лінднер / Леон Осаднік.
За всю історію польського фігурного катання лише спортивна пара Дорота Загурська/Маріуш Сюдек здобули високих досягнень на міжнародній арені. Відрізнявся оригінальністю катання також і Роберт Гжегорчик — він першим із польських фігуристів виконав сальто назад. Однак на міжнародних змаганнях у найкращому випадку посідав місця у другому десятку. Його катання було елегантним і невимушеним, однак складні елементи йому не підкорювались, що й спричиняло невисокі бали.
Попри те, що польські фігуристи вкрай рідко здобували медалі і навіть високі місця на міжнародних змаганнях, чемпіонати Польщі з фігурного катання відбуваються регулярно, причому в усіх чотирьох категоріях. Також чимало міжнародних змагань проходить саме у Польщі.
З 2009 року проходить об'єднаний чемпіонат разом із Чехією та Словаччиною.